# Ротенбюлер, Режис
Режис Ротенбюлер (нем. Régis Rothenbühler; род. 11 октября 1970, Поррантрюи, Юра) — швейцарский футболист, выступавший на позиции защитника. В настоящее время помощником главного тренера сборной Швейцарии (до 15 лет).

## Клубная карьера
Профессиональную карьеру начал в 1988 за команду «Ксамакс», в которой провёл пять сезонов, приняв участие в 88 матчах чемпионата.
С 1993 по 1994 года защищал цвета клуба «Серветт».
Своей игрой за последнюю команду привлек внимание представителей тренерского штаба клуба «Ксамакс», в состав которого вернулся в 1994 году. В этот раз отыграл за команду из Невшателя следующие пять сезонов. Большинство времени, проведенного в составе «Ксамакса», являлялся основным игроком обороны.
С 1999 по 2004 года играл в составе команд «Лугано», «Кьяссо», «Люцерн», «Малькантоне» и «Бьяскези».
Завершил игровую карьеру в команде «Фрибур», за которую выступал с 2005 по 2006 года.

## Карьера за сборную
25 марта 1992 года дебютировал за национальную сборную Швейцарии в товарищеском матче против сборной Ирландии (1:2). Был включён в состав на чемпионат Европы 1996 в Англии, где все матчи провёл на скамейке запасных. Всего Ротенбюлер за сборную сыграл 19 матчей.

## Карьера тренера
Начал тренерскую карьеру, вернувшись в футбол после небольшого перерыва, в 2010 году, войдя в тренерский штаб клуба «Беллинцона», где проработал год. С 2011 по 2012 возглавлял клуб «Мендризио».
Впоследствии входил в тренерские штабы сборных Швейцарии (до 16 лет) и (до 15 лет). В последней с 2017 года работает помощником главного тренера.